# Linzer Grottenbahn

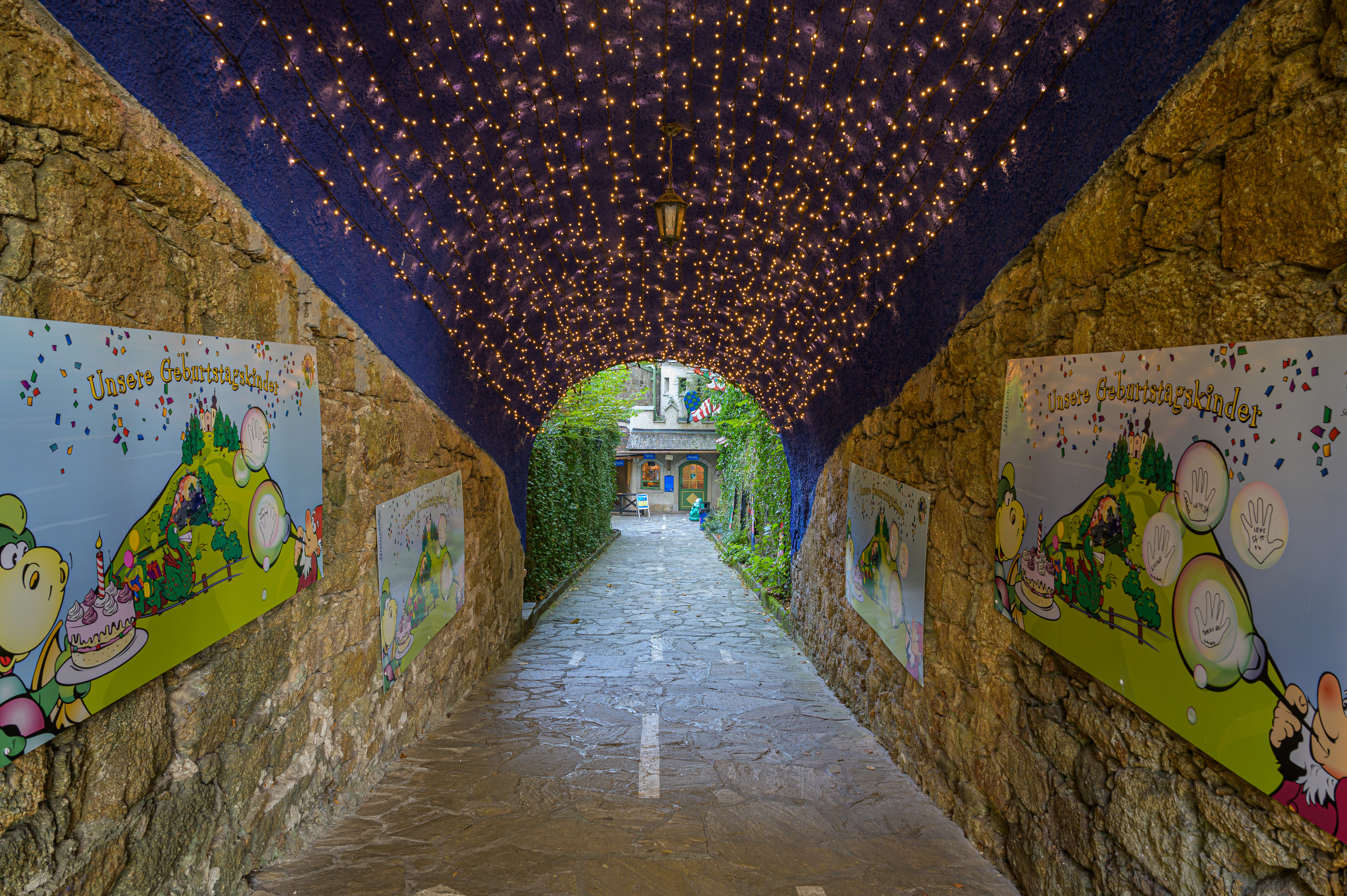
Eingang Grottenbahn

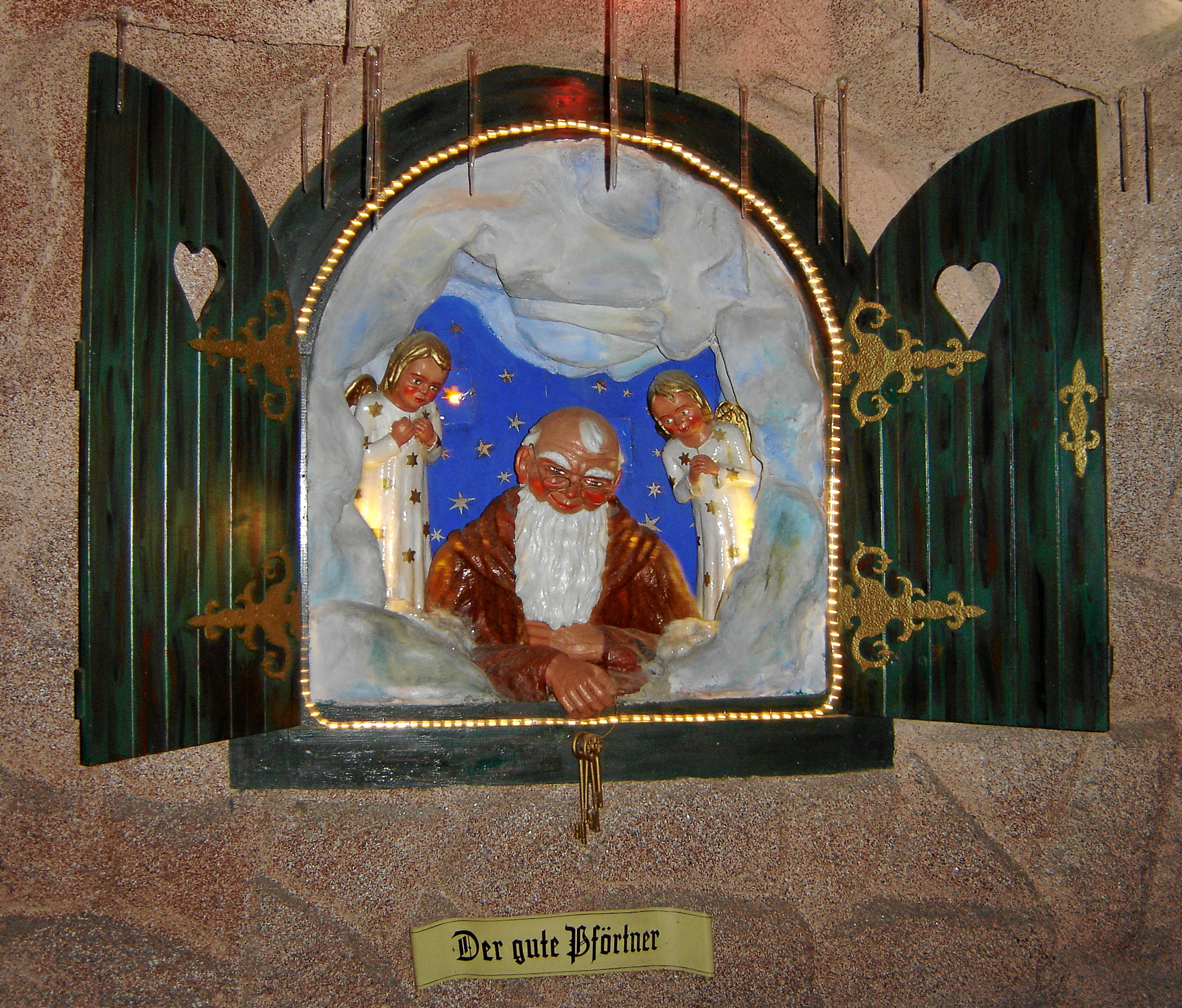
Der „gute Pförtner“ begrüßt die Besucher.

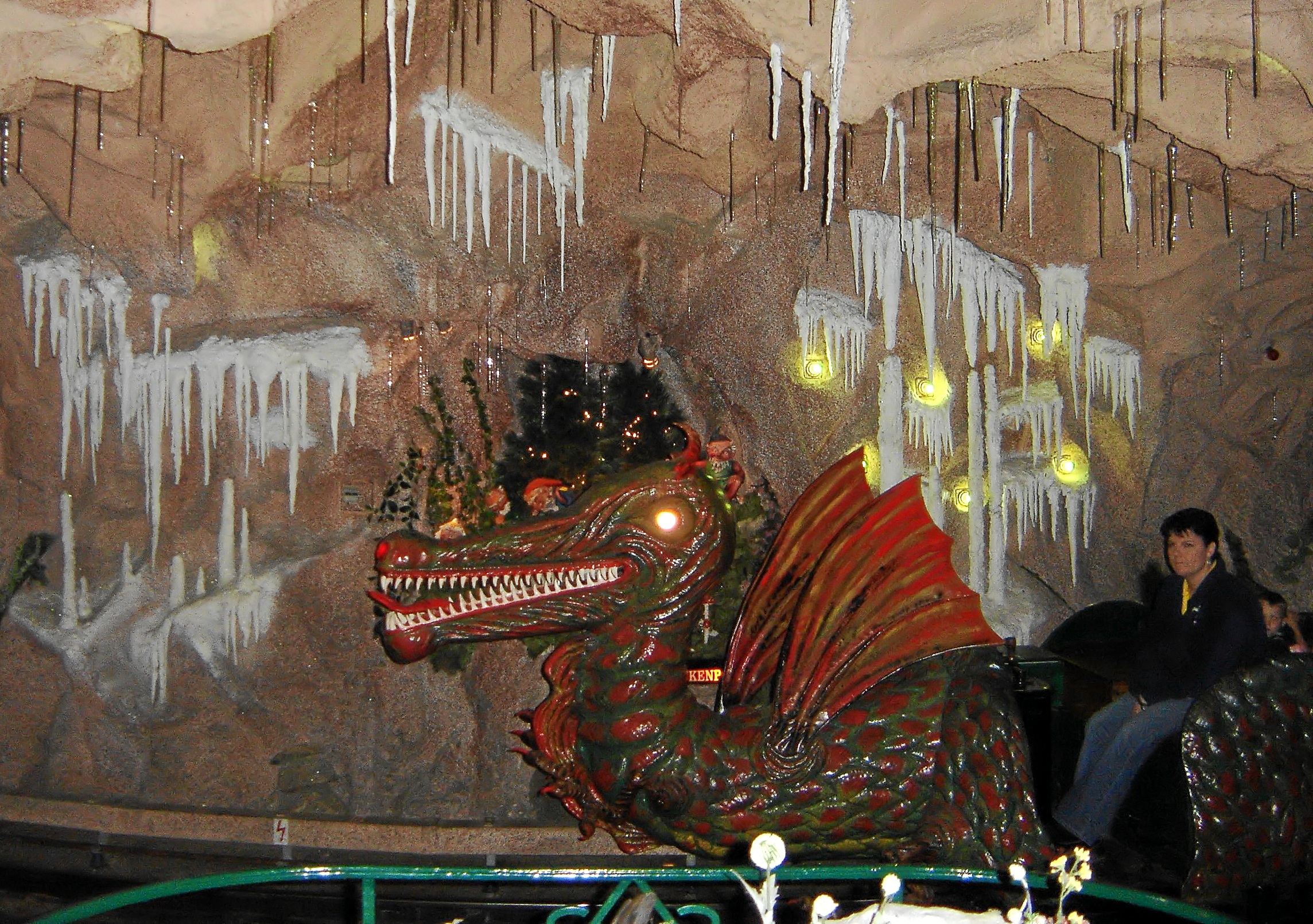
Der Drache „Lenzibald“ transportiert die Reisenden durch die Grotte.

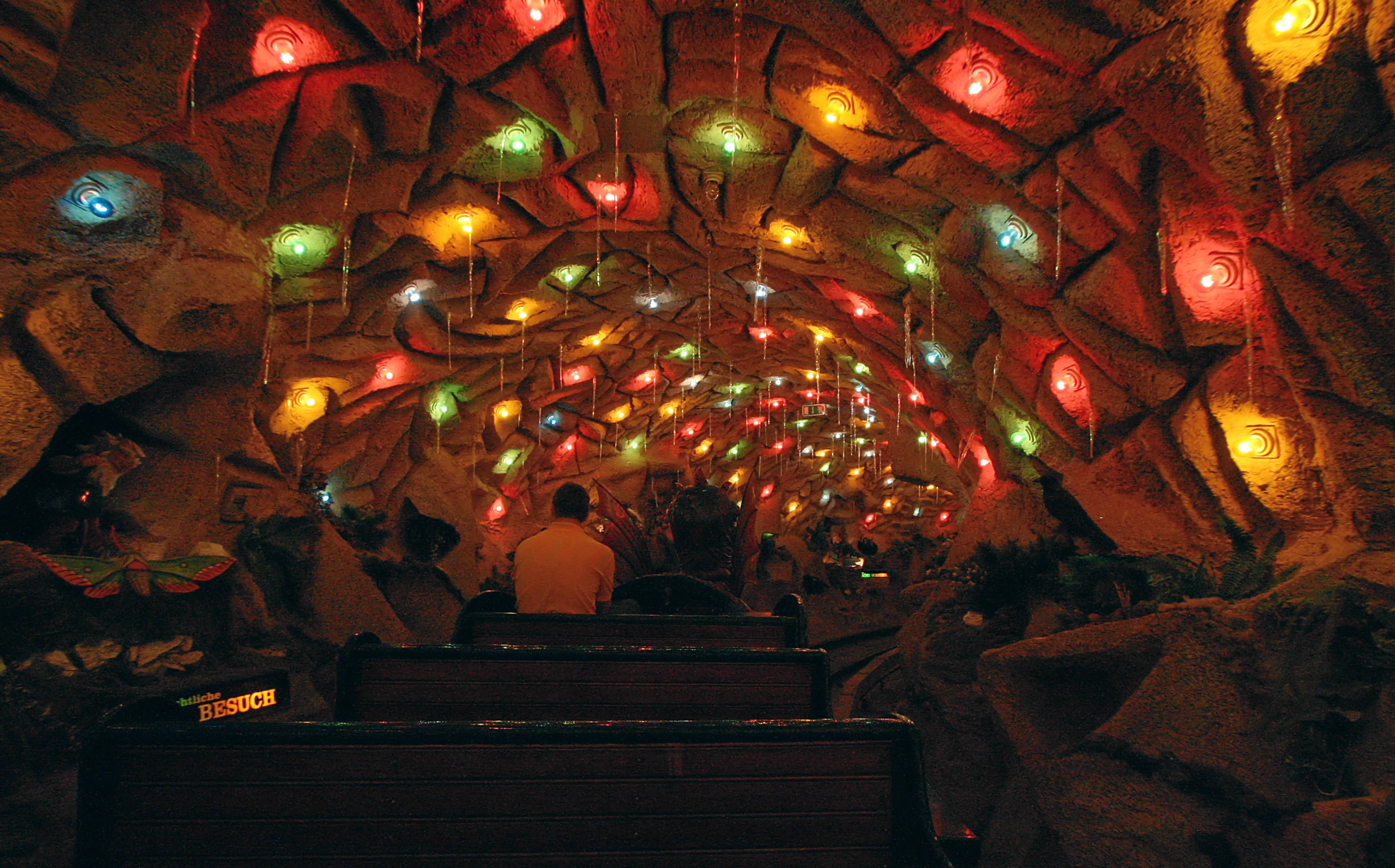
Während der dritten und letzten Fahrt durch die Grotte wird die Festbeleuchtung aktiviert.

Die Linzer Grottenbahn ist eine touristische Märchenwelt am Pöstlingberg in einem der Befestigungstürme des Maximilianischen Befestigungsrings der Stadt.

## Die Anlage
Ein elektrisch angetriebener Zug in Drachengestalt namens Lenzibald fährt auf einer kreisförmigen Bahn durch den äußeren Ring des historischen Wehrturms. Bei zwei Rundfahrten werden einmal die links und einmal die rechts befindlichen Nischen beleuchtet, in denen Abenteuer aus dem Zwergenreich dargestellt werden. Ein abschließender Durchgang erfolgt mit Festbeleuchtung.
Im Kellergewölbe befinden sich Nischen mit lebensgroßen Szenen aus bekannten Märchen sowie eine detailgetreue Nachbildung des Linzer Hauptplatzes im Maßstab 1:7 mit den Geschäftslokalen aus der Zeit um die Jahrhundertwende vom 19. ins 20. Jahrhundert.

## Geschichte
Nachdem die damalige Tramway- und Elektrizitätsgesellschaft Linz-Urfahr (TEG) bereits 1897 das in den 1830er Jahren erbaute Fort Pöstlingberg der maximilianischen Befestigungsanlage erworben und in einem der Befestigungstürme die Bergstation der Pöstlingbergbahn eingerichtet hatte, wurde 1906 auf Betreiben des damaligen Betriebsdirektors der TEG, Franz Scheinig, in einem weiteren Turm die Grottenbahn errichtet.
Die Bahn wurde in den äußeren Ring im sogenannten Schartenstock des Befestigungsturmes II eingebaut. Wände und Decken wurden grottenartig ausgestaltet und mit farbigen Lampen versehen. Am 6. August 1906 wurde die „Elektrische Turmbahn am Pöstlingberg“ eröffnet. Auf dem kreisförmigen Kurs fuhr ein Motorwagen mit Drachenkopf und einem Anhängewagen. Eine Fahrt bestand damals meist aus vier Runden – bei den ersten drei Runden wurde die Grotte jeweils in verschiedenen Farben ausgeleuchtet, während die letzte Runde bei völliger Dunkelheit erfolgte – bis auf ein beleuchtetes Transparent „Küssen verboten“. Ab 1911 wurden im Kellergewölbe des Turms (dem sogenannten Magazinstock) lebende Grottenolme ausgestellt. Diese Schau wurde zum „Ersten Österreichischen Museum für Höhlenkunde“ erweitert (Eröffnung am 11. Mai 1912). Wegen der Feuchtigkeit übersiedelte das Höhlenmuseum aber 1915 ins Francisco-Carolinum. Von 1917 bis 1918 konnte man ein vom Kriegsfürsorgeamt eingerichtetes Kriegsmuseum besichtigen. Danach blieb das Untergeschoß lange Jahre ungenutzt, bis 1936 eine vom Landschaftsmaler Ludwig Haase gestaltete Nachbildung des mittelalterlichen Linzer Hauptplatzes auf Leinwandkulissen entstand. In den Nischen konnten Märchendioramen mit ausgestopften Tieren besichtigt werden.
Am 8. Jänner 1945 wurde die Grottenbahn durch einen Bombentreffer zerstört. Mit der Neugestaltung wurde die Bildhauerin Friederike Stolz beauftragt. Nach ihrem Konzept wurde der Rundkurs der Bahn zu einem „Zwergenreich“: In den Wänden neben der Bahn wurden Nischen mit Szenen aus dem Leben der Zwerge angelegt. Die liebevoll gestalteten Zwergenfiguren stellen keine bekannten Märchen nach, sondern Abenteuer und Szenen aus dem Zwergenalltag. Nunmehr wurden in den ersten beiden Runden abwechselnd die Nischen auf der rechten und linken Seite beleuchtet. Bei der dritten Runde wird die gesamte Grotte mit bunten Lampen hell erleuchtet. Am 1. Mai 1948 konnte die neue Grottenbahn eröffnet werden.

Zwergenreich
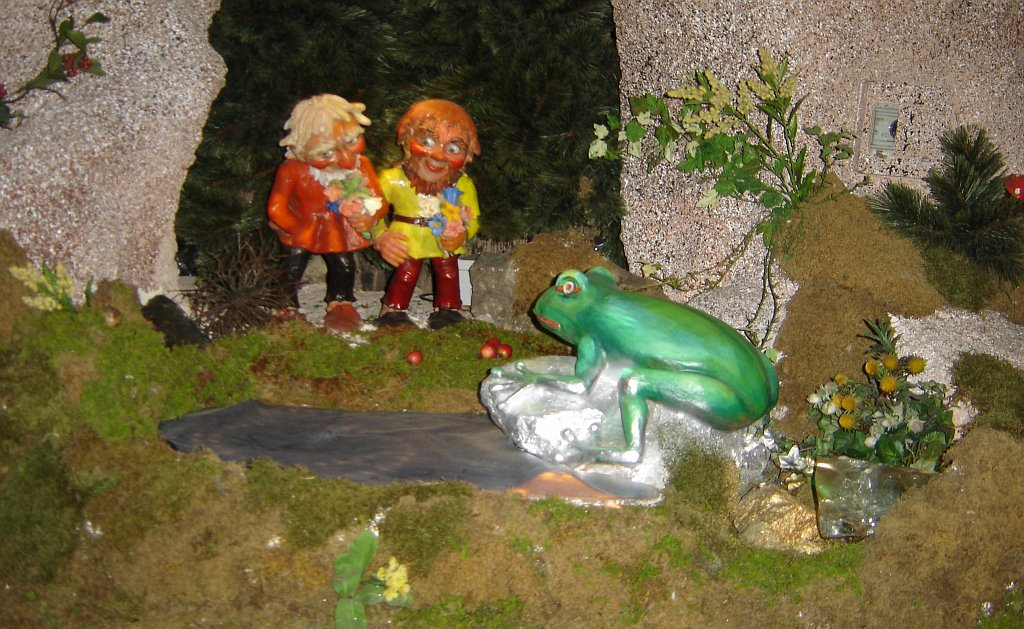
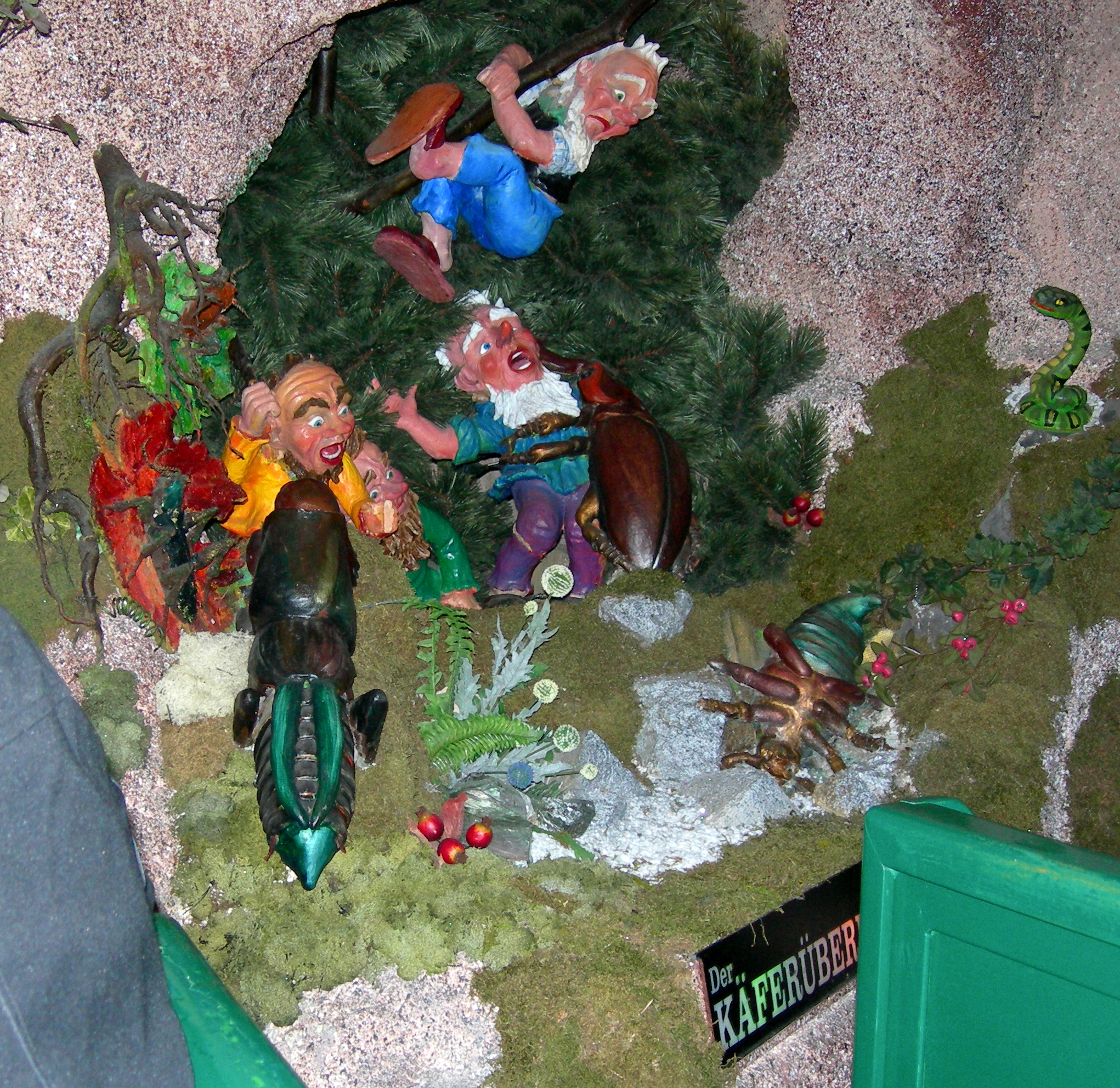
Der Käferüberfall
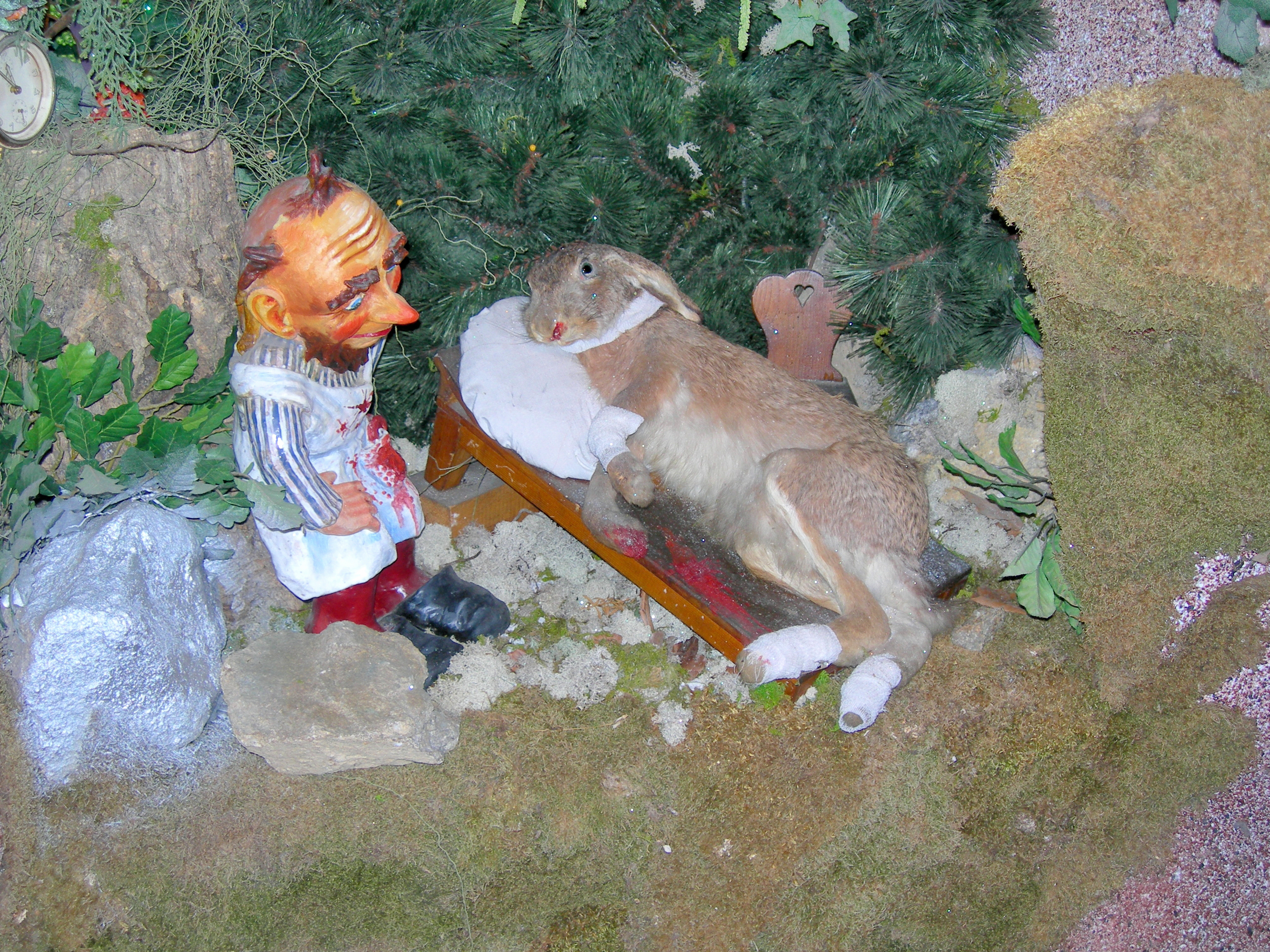
Der kranke Hase
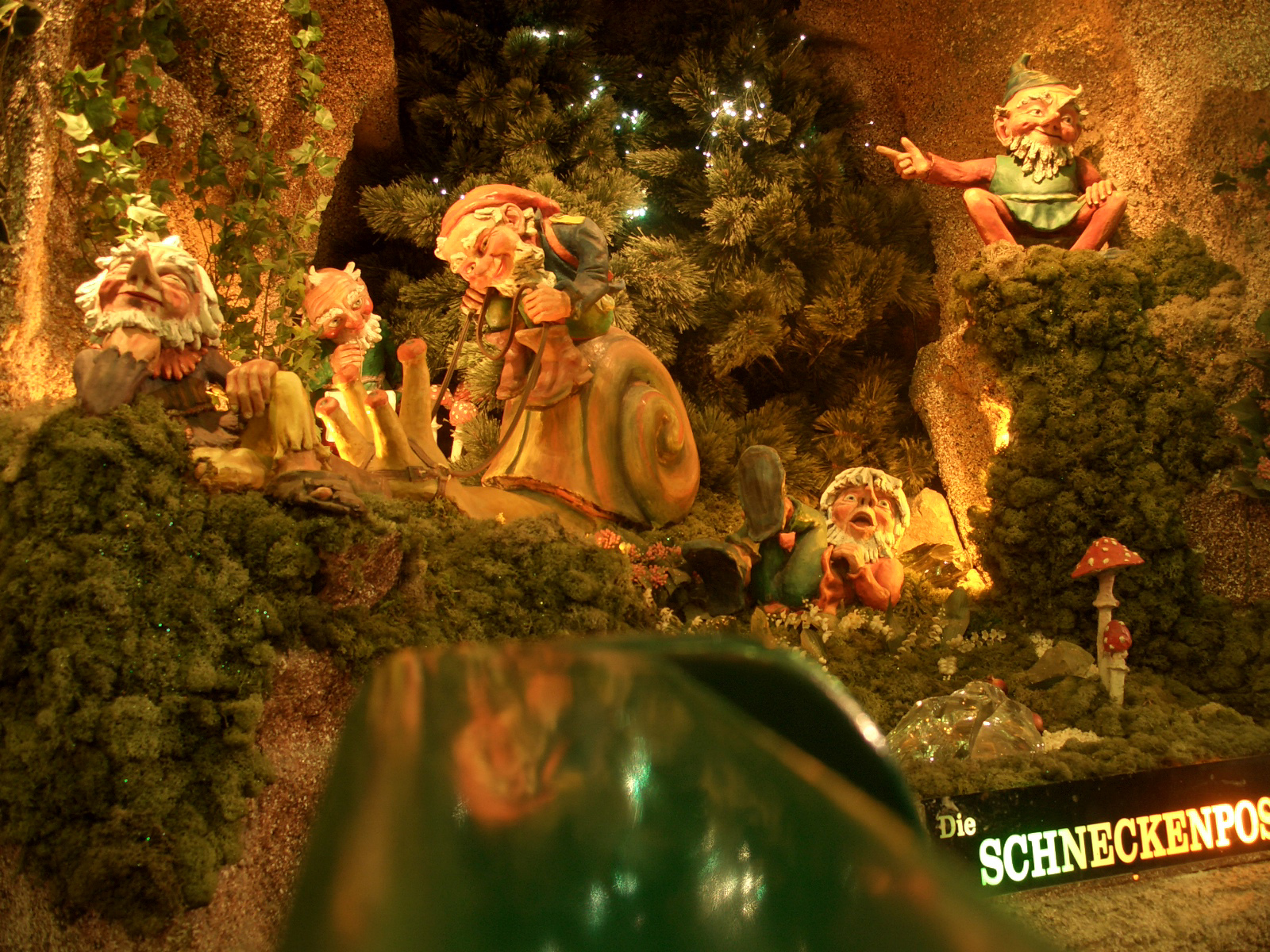
Die Schneckenpost

Ab Ostern 1950 war auch das Untergeschoß wieder zugänglich. Die Nachbildung des Hauptplatzes wurde im Maßstab 1:7 aufgemauert und stellt jetzt den Zustand zur Jahrhundertwende 1900 dar. Aus den Fenstern blicken von Friederike Stolz gestaltete Figuren, von denen sie eine als Selbstporträt entwarf. In den „Seitengassen“ befinden sich die neu gestalteten Märchendioramen.

Hauptplatz Linz und Dioramen
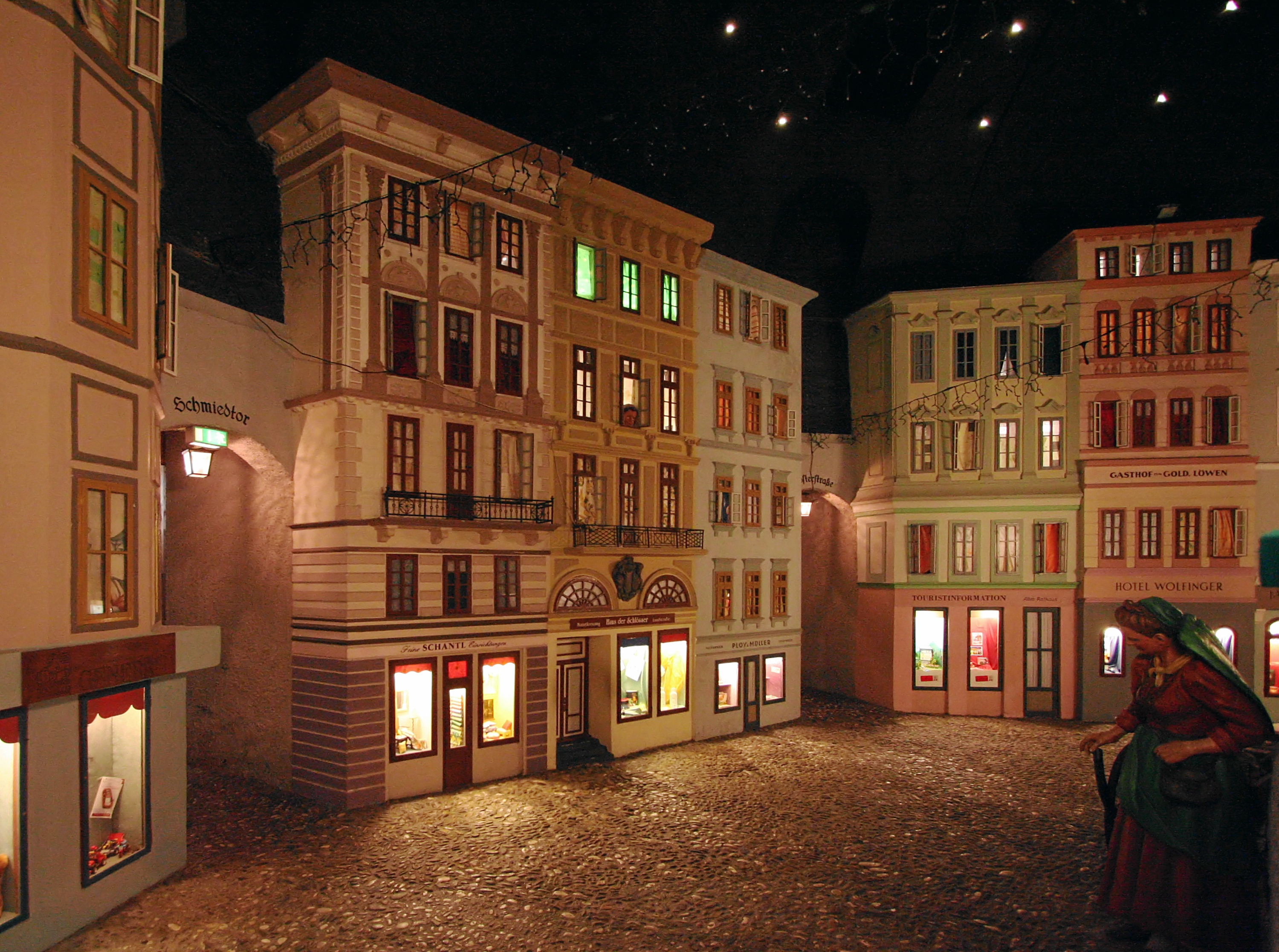
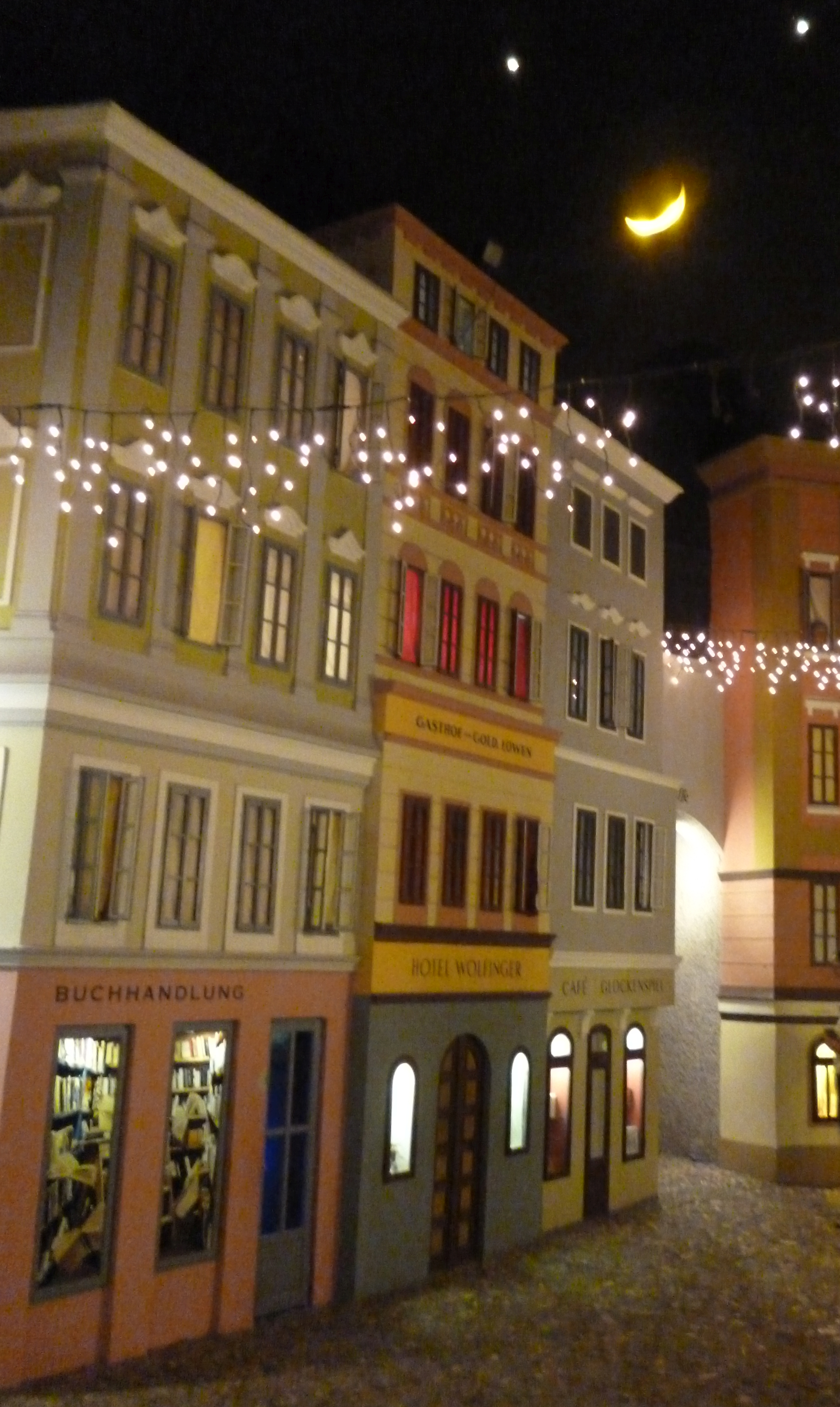
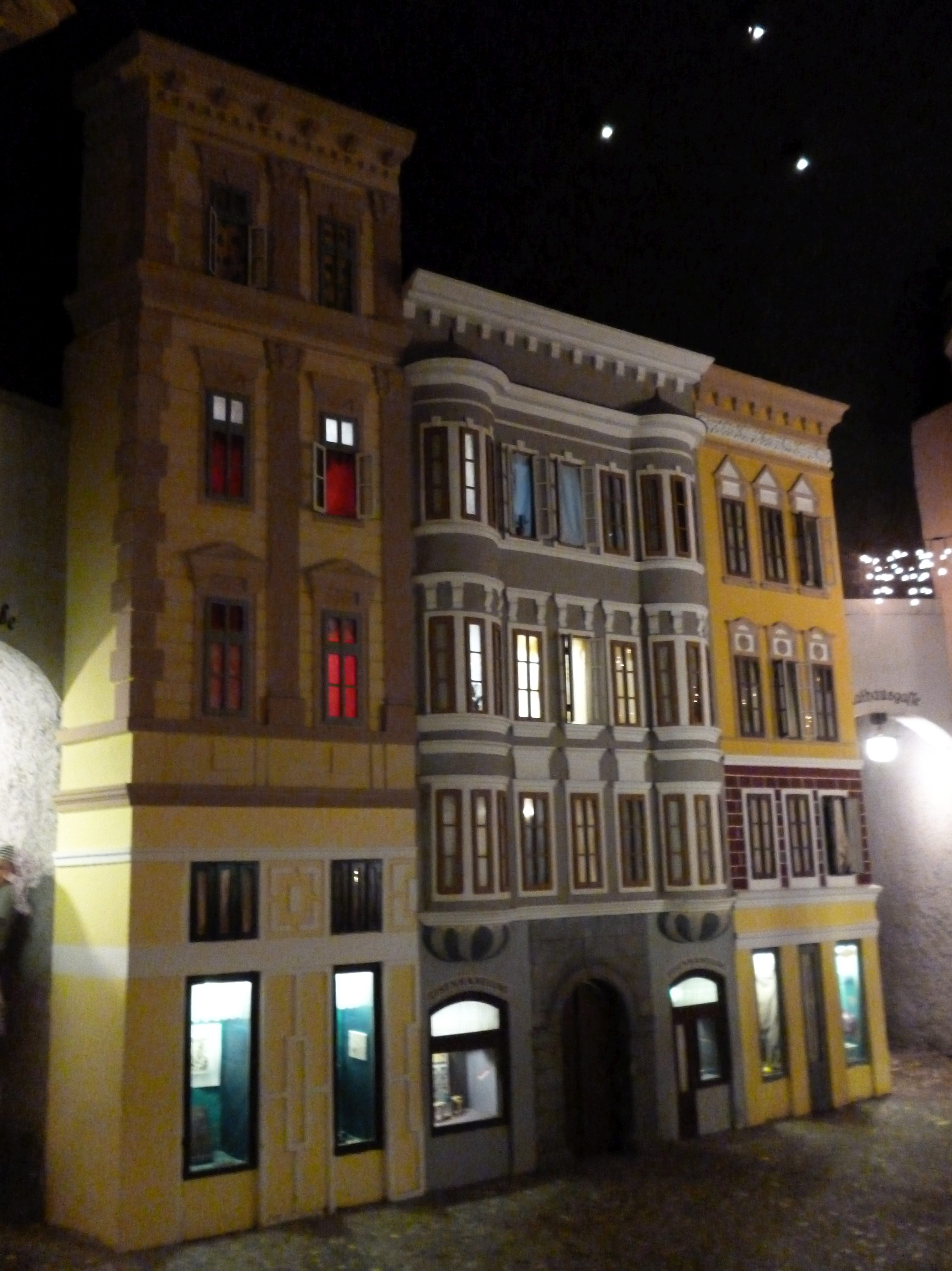
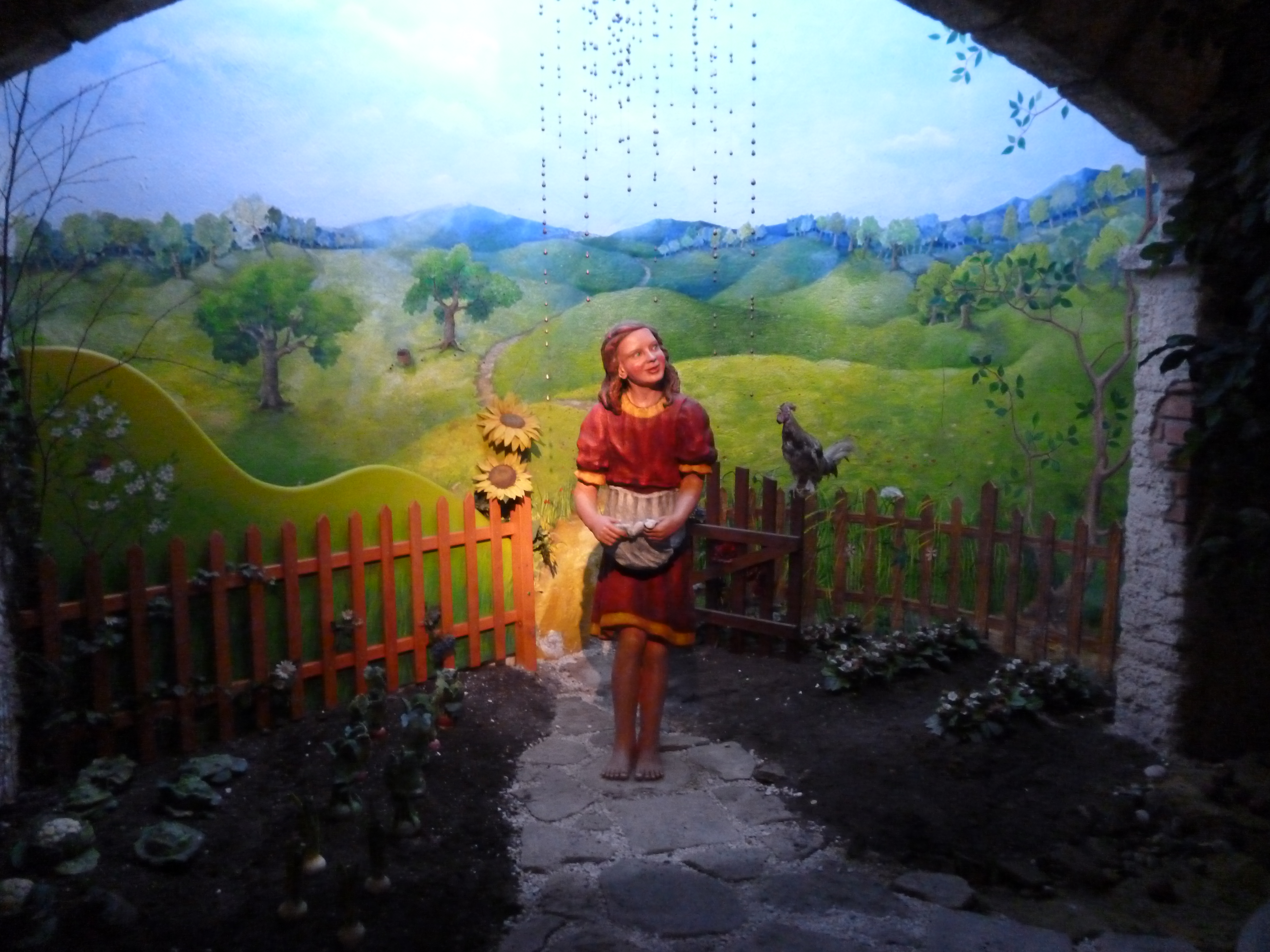
Frau Holle
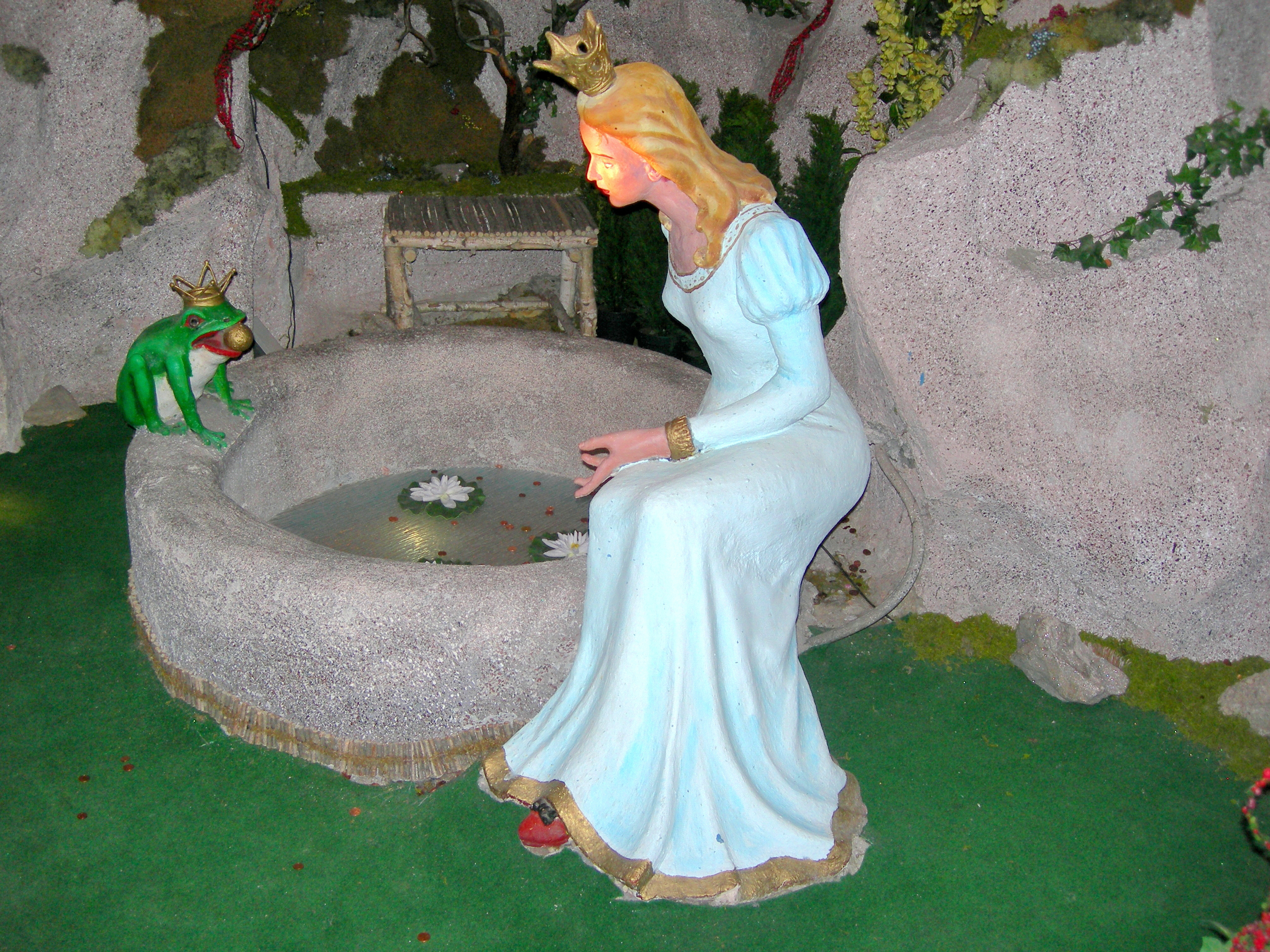
Der Froschkönig

1995 bekam die Grottenbahn-Zwergenfamilie Zuwachs. Neu waren die Figuren aus dem Märchen Cindy bei den Zwergen vom Pöstlingberg, das auf fantasievolle Weise die Entstehung des Pöstlingberges erzählte. Die Hauptfigur war der Zwergendoktor Eiro, der schon im Eingangsbereich alle Besucher begrüßte. Diese Märchengruppe wurde mit Beginn der Saison 2016 durch die Installation Das verrückte Märchenbuch ersetzt.
Diverse Modernisierungen in den letzten Jahren (feuerspeiender Drache, Licht- und Toneffekte etc.) konnten die Attraktivität der Grottenbahn weiter verbessern, ohne den nostalgischen Charme zu zerstören.

## Technisches
Die Gesamtlänge der Strecke beträgt 82,705 Meter bei einer Spurweite von einem Meter. Aktuell beträgt die Versorgungsspannung 60 Volt bei 50 Hertz, welche mittels Stromschiene an die Bahn geliefert und anschließend im Drachen mit einem Trafo auf 380 Volt angehoben wird. Früher erfolgte die Spannungsversorgung mit 600 V Gleichspannung über eine Zuleitung von der Bergbahn. Aus Sicherheitsgründen wurde die Spannungsversorgung in den 70er Jahren umgebaut.
Durch das Gleichrichten stehen 363 Volt Gleichstrom zur Verfügung. Die Regelung erfolgt durch Vorwiderstände wie früher. Durch die niedrigere Spannung kann man mit dem Drachen heute langsamer fahren.

## Trivia
- Umgangssprachlich geht man „Zwergerl schnäuzen“, wenn man die Grottenbahn besucht.